# Catherine de Saxe (1468-1524)
Pour les articles homonymes, voir Catherine de Saxe.
Catherine de Saxe (née le 24 juillet 1468 et morte le 10 février 1524) fut archiduchesse d'Autriche par son mariage avec Sigismond d'Autriche puis duchesse de Brunswick-Lunebourg et princesse de Calenberg par son mariage avec Éric Ier de Brunswick-Calenberg-Göttingen.

## Biographie
Catherine est la fille d'Albert III, duc de Saxe et margrave de Misnie et de Sidonie de Bohême. Ses grands-parents paternels sont Frédéric II de Saxe, électeur et duc de Saxe, landgrave de Thuringe et margrave de Misnie, et Marguerite d'Autriche. Elle épousa l'archiduc Sigismond alors que celui-ci avait déjà 56 ans ; cette union demeura stérile. Sur le plan politique, Catherine ne put guère régner sur le Tyrol : une ancienne maîtresse de Sigismond se mit d'abord à intriguer contre elle et fit même courir la rumeur, en 1487, que la jeune épouse cherchait à empoisonner le prince. Comme le gouvernement de l'archiduc était de plus en plus décrié des parlementaires, les chambres souveraines de Tyrol, soutenues en cela par l'empereur Frédéric III, réclamèrent la mise en tutelle de Sigismond la même année. Les évolutions de l'étiquette, destinées à limiter dans les faits le pouvoir du prince, s'accompagnèrent de contestations. Finalement Sigismond abdiqua en 1490, faisant perdre à Catherine l'essentiel de ses prérogatives. Il mourut en 1496 et peu après Catherine épousa en secondes noces le duc Éric de Brunswick (au cours de l'hiver 1496-97), et cette fois la duchesse eut une fille, prénommée Anne-Marie, mais qui mourut prématurément. À sa mort (1524), Catherine fut inhumée à Münden ; son épitaphe a été sculptée par Loy Hering.